# Unipetrol
Unipetrol est une entreprise tchèque fondée en 1994, et faisant partie de l'indice PX, le principal indice boursier de la bourse de Prague. L'entreprise est un des principaux distributeurs de carburant du pays, et est détenu en majorité par PKN Orlen.

## Historique
Fondée en 1994, Unipetrol compte aujourd'hui parmi les cinq plus grandes sociétés d’Europe de l'Est quant au chiffre d'affaires. Elle est cotée à la Bourse de Prague et l'Index tchèque Traded la classe comme l'entreprise disposant de la plus forte capitalisation de cette place. Au mois d'août 2008, Unipetrol a pour la première fois depuis 1997 reversé un dividende, dont PKN Orlen a bénéficié à hauteur de 84 500 000 €.
En 2006 l'entreprise employait encore 6 000 salariés.